# Нагиев, Фейзудин Рамазанович
Фейзуди́н Рамаза́нович Наги́ев (лезг. Нагъирин Фейзудин Рамазанан хва; литературный псевдоним Фаиз Курави; род. 15 февраля 1951, Ашага-Стал, Дагестанская АССР, РСФСР, СССР) — российский лезгинский поэт, литературовед и публицист. Народный поэт Республики Дагестан, заслуженный работник культуры Республики Дагестан, лауреат национальной премии «Шарвили», доктор филологических наук.

## Биография
Фейзудин Нагиев родился в феврале 1951 года в селении Ашага-Стал Сулейман-Стальского района Дагестанской АССР. В 1977 году окончил Одесский инженерно-строительный институт, а в 1992 году — Литературный институт имени А. М. Горького в Москве.
С 1978 по 1998 год Нагиев работал по своей первой, инженерной специальности в строительных организациях Дагестана, занимая должности от мастера и прораба до генерального директора СМУ. В то же время, начиная с середины 1980-х годов, он начал публиковаться как литератор. Так, в 1986 году в журнале «Литературный Дагестан» вышла его статья о творчестве Мердали Джалилова «Когда путь правильный». В 1989 году увидели свет первые сборники стихов Нагиева, «Письмена на ладони» и «Морщины на камне», выпущенные в Махачкале Дагестанским книжным издательством. В 1992 году он принят в Союз журналистов России, а на следующий год — в Союз писателей. Впоследствии (с 1994 по 2009 год) был опубликован ещё ряд сборников стихов, а также пьеса-сказка в стихах «Дочь солнца», эпическая поэма «Куруш», историческая драма «Кра Мелик» и ряд прозаических произведений, в том числе в сборнике рассказов и повестей «Ночь в Терсепуле». В числе его литературных работ — переводы на лезгинский язык произведений Низами, Хосрова, Хакани, классиков русской поэзии и современных русских поэтов. Рассказы Нагиева для детей регулярно публикуются в журнале «Кард» (рус. Орлёнок), а также в выходящем в Москве журнале «Дружба — Россияне»; некоторые из них включены в школьные учебники и хрестоматии. На стихи Нагиева («Лезгистан», «Шарвили», «Гюзель», «Твои глаза») написаны песни рядом дагестанских композиторов. По творчеству Ф.Р.Нагиева написаны две диссертации (А.А. Меджидовым, защищена в Майкопе 2019 г.; И.Н. Бабаевой, защита поока не состоялась).
С 1990 по 1996 год Нагиев редактировал и издавал литературно-художественный и общественно-политический журнал «Лезгистан — Алупан» на лезгинском и русском языках. Журнал выходил нерегулярно из-за финансовых затруднений; обычно в год выходили два спаренных номера, выпуск которых издатель в основном оплачивал из собственных средств. В 2004—2005 годах Нагиев был редактором телекомпании «РГВК Дагестан», где вёл авторскую программу на лезгинском языке «Инсан ва девир» (рус. Человек и эпоха).
Помимо литературной деятельности, Нагиев занимался также литературоведением и публицистикой. Им написано более 200 публицистических и научно-популярных статей, посвящённых вопросам истории, языка и культуры лезгинского народа. Его статьи публиковались не только в российских изданиях, но и в Латвии, Украине, Азербайджане, Армении, Польше, Германии, Турции, транслировались радиостанцией «Свободная Европа». В 1994 году он был приглашён участвовать в международном форуме Восточной и Западной Европы по правам малочисленных народов, организатором которого выступил польский Фонд Стефана Батория. Автор нескольких материалов на тему Кавказской Албании. Статьи на эту тему публиковались в различных журналах, в том числе «Самур», «Дагестан», «Отечество», «Возрождение» и «Народы Дагестана», в сборниках «Проблемы региональной ономастики», «Кавказ и Дагестан. История. Культура. Традиции», «Современные проблемы лезгин и лезгиноязычных народов». Нагиевым также написана монография «Кавказская Албания. История страны и народов».
Автор научных работ в области лингвистики и литературоведения. Он преподаёт в Дагестанском государственном педагогическом университете, занимая должность доцента на кафедре литературы. В 2004 году он защитил кандидатскую диссертацию по теме «Сулейман Стальский: проблемы творческого наследия и опыт научного осмысления», а в 2011 году представил к защите докторскую диссертацию по теме «Проблемы творческого наследия Етима Эмина и Сулеймана Стальского: текстология и поэтика в свете сравнительного изучения». Творчеству Сулеймана Стальского и Етима Эмина посвящены три монографии его авторства. Обнаружил свыше 30 произведений Етима Эмина и свыше 50 произведений Сулеймана Стальского, прежде не включавшихся в собрания их сочинений; одновременно он идентифицировал ряд сочинений других авторов, прежде включавшихся в эти сборники, и подготовил к выпуску полный корпус текстологически выверенных и атрибутированных произведений Эмина и Стальского. Нагиев ведёт исследовательскую и собирательскую работу, связанную с творчеством лезгинских поэтов прошлого: Кра Мелика, Абдулгамида Чиликского, Саяд Стальской, Ялцуг Эмина . Им были составлены сборники неизданных произведений Саяд Стальской, Ялцуг Эмина (в переводе с тюркского на лезгинский язык), лезгинских поэтов XVIII—XIX веков и народных песен. В 2007 году он стал организатором и основным докладчиком прошедшей в Махачкале конференции по вопросам лезгинской орфографии; он также составил Проект Орфографического свода лезгинского языка.

## Публикации

### Художественные произведения
- «Капал кхьинар» («Письмена на ладони»). Стихи. Даггиз: Махачкала, 1989. — 64 с.
- «Къванцел биришар» («Морщины на камне»). Стихи. Даггиз: Махачкала, 1989. — 112 с.
- Поэма-сказка «Хважамжамни Яргъируш» («Радуг и Радуга»). Дагучпедгиз: Махачкала, 1991. — 52 с.
- «Цавай къвазва муьгьуьббатдин авазар» («Льются с небес мелодии любви»). Стихи. Даггиз: Махачкала, 1994. — 176 с.
- «Терсепулда йиф» («Ночь в Терсепуле»). Повести и рассказы. Даггиз: Махачкала, 1996. — 240.
- «Гарал теменар» («Поцелуи на ветру»). Стихи. Респ. ГЖТ: Махачкала, 2001. — 320 с.
- Историческая документальная поэма «Куруш» (в стихах). ООО «Полиграф-сервис»: Махачкала, 2002. — 48 с.
- Историческая драма «Кра Мелик» (в стихах) ООО «Полиграф-сервис»: Махачкала, 2002. — 66 с.
- Книга «Зенг ва къван» («Колокол и камень»). Стихи. — Дагестанское книжное издательство: Махачкала, 2009. — 464 с.
- Садвал рикIеваз (С идеей единства в душе). – Махачкала: ООО «Деловой мир», 2003. – 120с. – На лезг.яз.
- «Садвал» – путь к единству. – Махачкала: ООО «Деловой мир», 2003. – 165 с.
- Книга «Абилейсан марф» («Весенний дождь»). Стихи. — Дагестанское книжное издательство: Махачкала,2014. — 340 с.
- Книга «Три песни». Стихи. — Типография «Наука-Дагестан»: Махачкала,2014. — 364 с.
- Книга "Йиферивай хабар яхъ" ("Спрашивай у ночей"). Стихи — Дагестанское книжное издательство: Махачкала,2019. — 248 с.
- Книга "Пуд легьзе" ("Три мгновения"). Избранные стихи. — Дагестанское книжное издательство: Махачкала, 2024. — 10 п.л.

### Монографии
- Поэтическое наследие Сулеймана Стальского: проблемы текстологии. ООО «Полиграф-сервис»: Махачкала, 2000. — 326 с.
- Поэтическое наследие Сулеймана Стальского: проблемы текстологии. ООО «Полиграф-сервис»: Махачкала, 2001. — 314 с.
- Етим Эмин. Путь к истине. ООО «Деловой мир»: Махачкала, 2002. — 391.
- «Эминан гьакъикъатдикай гьакъикъат» («Правда о действительности Эмина»). ООО «Деловой мир»: Махачкала, 2003. — 146.
- «Садвал» — путь к единству. — Махачкала: ООО «Деловой мир», 2000. — 140с.
- Садвал рикӏеваз (С идеей единства в душе). — Махачкала: ООО «Деловой мир», 2003. — 120с. — На лезг.яз.
- «Садвал» — путь к единству. — Махачкала: ООО «Деловой мир», 2003. — 180 с.
- Орфографический свод лезгинского языка. — «Деловой мир»: Махачкала, 2007. — 30 с. — На лезг.яз.
- Меридианы жизни и концепция мысли (сборных научных статей). — «Деловой мир»: Махачкала, 2010. — 146 с.
- Народы и земли Албании Кавказской (в соавторстве с Нагиевым Р. Ф.). — ООО «Деловой мир»: Махачкала, 2011. — 109 с.
- Поэт, давший имя эпохе. — Издательство ООО «Мавел»: Махачкала, 2014. — 144 с.

### Составитель поэтических сборников и книг
- Рамазан Нагъиев. «Ачул суфра» («Скатерть — самобранка»). Стихи. ООО «Деловой мир»: Махачкала, 2006. — 102 с.
- 100 лезгинских народных песен — ООО «Лотос»: Махачкала, 2006. — 328 с.
- К1иридай жагъай гъилин хат1арин шииррин алманах (Рукописный альманах поэзии из Кири (XVIII—XIX вв). ООО «Лотос»: Махачкала, 2008. — 400 с.
- Ст1ал Сулейман. «Кьил акъатич гьич, девир вай!» (Сулейман Стальский. «Не понять тебя, эпоха!» Неопубликованные стихи). ООО «Деловой мир»: Махачкала, 2009. — 64 с.
- Айдунбег Камилов. Лезгины мои… Стихи (лезг.яз.). Махачкала, 2007.
- Важибат Насрулаева. Соловей Корчагской долины. Стихи (лезг.яз.). Махачкала, 2000.
- Тамила Хуршидова. "Блеск кувшина". Стихи (на лезг.). Махачкала, 2022.
- Тамила Хуршидова. "Объятия матери". Стихи (на лезг.). Махачкала, 2024.

## Награды и премии
- Заслуженный работник культуры Республики Дагестан (2001)[1]
- За выдающийся вклад в развитие национальной культуры, высокое профессиональное мастерство и большие заслуги перед народом награждён дипломом и премией имени героя национального эпоса «Шарвили» (2003 г.)[1]
- Номинация на Государственную премию Республики Дагестан (Сборник «В поисках Алпана», 2007)[2]
- Лауреат премии «Золотой орел» и премии имени выдающегося лингвиста Магомеда Гаджиева.
- Артийским комитетом России совместно с различными министерствами и творческими союзами России Нагиев Ф. Р. награждён золотой медалью с присвоением Почетного звания «Лауреат Артиады народов России» в номинации литературы (Санкт-Петербург, 2012 г.).
- Народный поэт Республики Дагестан (2023)[4][5].